# Кумачёво (Зеленоградский район)
Кумачёво (до 1946 года — Куменен, нем. Kumehnen) — посёлок Зеленоградского района Калининградской области. Входит в состав Переславского сельского поселения. Население 582 человека (2010).

## История
Поселение Куменен входило в состав Пруссии, позднее Германии. С 1945 года в составе СССР. В 1946 году переименован в Кумачёво.
С лета 1947 года восточную часть посёлка до начала 1950-х годов занимала Переславская МТС.
Весной 1948 года Кумачёво было заселено переселенцами из Горьковской области.

## География
Кумачёво расположено в 20 км от Калининграда западнее Переславского. Недалеко от посёлка находится самая высокая точка Земландского полуострова гора Гальтгарбен (110 м).

## Население
| 1910 | 1939 | 2002 | 2010 |
| ---- | ---- | ---- | ---- |
| 507  | ↗792 | ↘527 | ↗541 |

## Социальная сфера
В посёлке находятся дом культуры и детский сад.

## Экономика
ЗАО «Страж Балтики» (банкрот)

## Транспорт
Через Кумачёво в Калининград пролегает автобусный маршрут № 120 из Янтарного.

## Достопримечательности
- Руины Орденской кирхи (XIV век).